# Gömör–Szepesi-érchegység
A Gömör–Szepesi-érchegység vagy Szlovák-érchegység (szlovákul Slovenské rudohorie vagy Spišsko-gemerské rudohorie) az Északnyugati-Kárpátok belső vonulatán húzódó középhegység. Zöme Szlovákiában, egy csekély hányada Magyarországon található (Aggteleki-karszt). Méreteiben a legkiterjedtebb szlovákiai hegység.
A közte és a Bükk között elterülő néprajzi tájegység neve Gömör, régiesen Gömörország.
Tarka geológiai felépítésének köszönhetően a múltban a hegységben különböző érceket bányásztak. Az ércbányászat legfőképpen a 14. és 19. század között volt jelentős. Az alsósajói szideritet a mai napig folyamatosan tárják fel.
Masszív gyakran lapos domborzata van. A többi szlovákiai hegységtől eltérően csak egy kicsi katlana van (lásd: Rozsnyói-völgy). Hegyi jellege csak délen jellemző.

## Alapvető adatok
- Legmagasabb csúcsa: Stolica (1476 m)
- hossza: kb. 140 km
- szélessége: kb. 40 km
- területe: kb. 4000 km²

## Geológiai szerkezete
Bonyolult geológiai felépítése úgy alakult ki, hogy a Vepori- és Gömöri-aljzattakaró-rendszer túlnyomórészt prekambriumi illetve a paleozoikum korai időszakában kialakult (paleozoós) metamorf kőzetekbe a karbon időszakban gránit intrúziók nyomultak be. A mezozoikumi buroktakaró üledékei között igen fontosak a karbonátos kőzetek, amelyekből jellegzetes karsztos fennsíkok alakultak ki. A változatos felépítésű hegyekben sokféle érc és ásvány fordul elő.
Nyugaton, az Ipoly és a Sajó völgye között az érchegységben három északkelet-délnyugati csapású hegység található, a főleg karbon kori gránitból álló Vepor és a metamorf kőzetek és a gránit váltakozásából kialakult Sztolica az egykori tönkfelszínek jól megőrzött maradványai. A Rőcei-hegység a Gömöri-medence szélén alacsonyabb és tagoltabb, egyben változatosabb felépítésű. Itt megjelennek a mezozoikumi karsztosodó kőzetek, valamint a neogén vulkánosság nyomai is.
Az érchegység keleti része, a Sajó völgyétől keletre, a Gömöri-takarórendszer paleozoikumi, főleg karbon és perm időszaki palás kőzeteiből áll. A Sajó forrásvidékén lévő csomópontból két hegyvonulat indul kelet felé. A délkeleti, a Bódva forrásvidékénél végződő fő vonulaton 1100–1200 méter magas tetők (Pozsálló-Volovec, 1284 méter; Kojsói-havasok, 1246 méter) helyezkednek el. Az északi oldalgerincen emelkedik legmagasabb csúcsa, az Aranyasztal – Zlaty stol (1322 méter).
A érchegységet észak és dél felől vastag triász mészkőtakaró övezi. Északon a Murányi-fennsík és a Szlovák Paradicsom, délen a Gömör–Tornai-karszt fennsíkjai kapcsolódnak a Gömör–Szepesi érchegység tömegéhez.

## Földrajzi tájtagolása
- Vepor (Veporské vrchy)

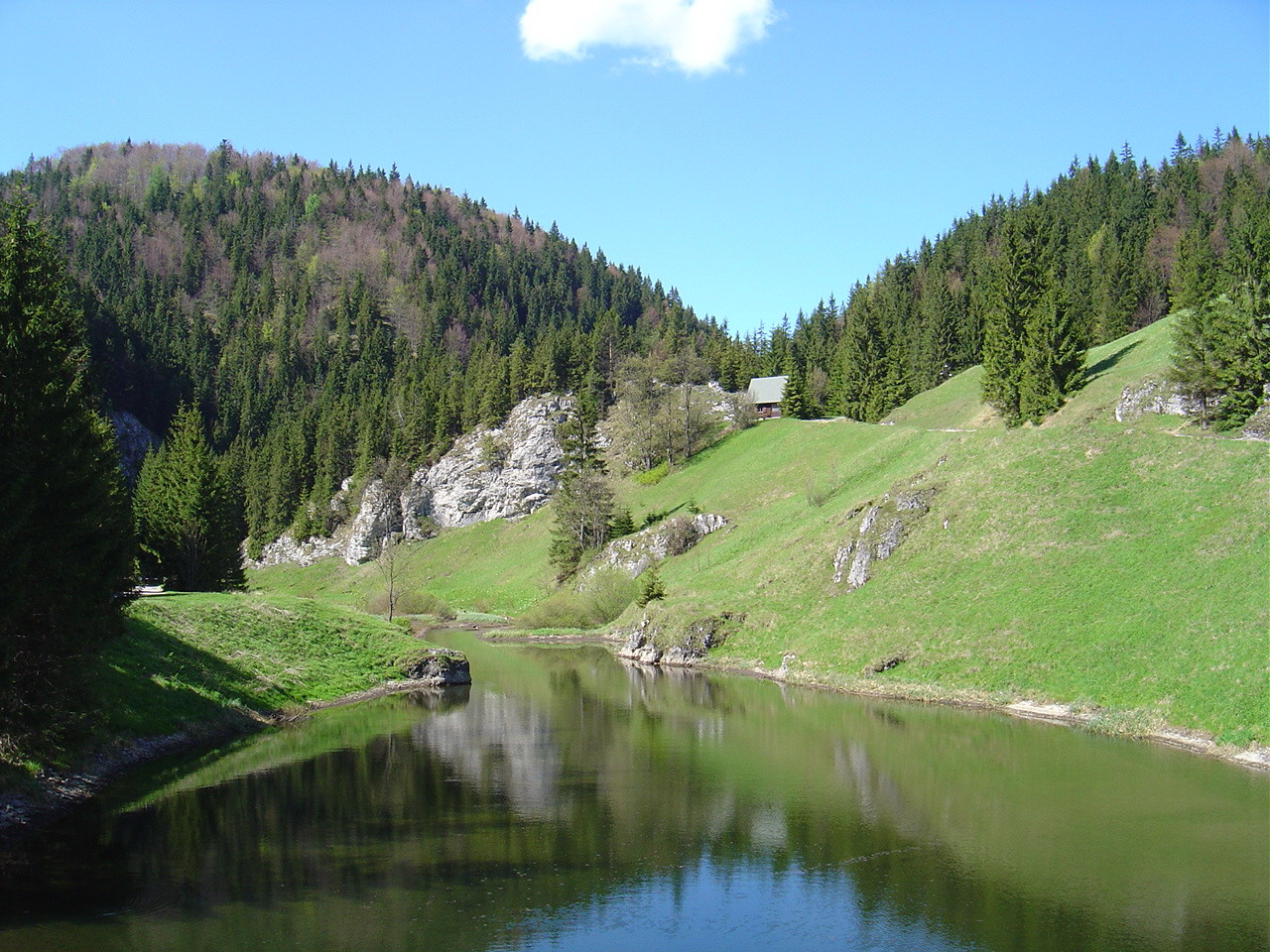
„Szlovák Paradicsom” (Sztracenai-hegység)

- Szepes-Gömöri-karszt (Spišsko-gemerský kras)
  - Szlovák Paradicsom vagy Káposztafalvi-karszt (Slovenský Raj)
  - Murányi-fennsík (Muránska planina)
- Sztolica-hegység (Stolické vrchy)
  - Ratkói-hegyek (Ratkovské vrchy)
  - Rőcei-hegység (Revúcka vrchovina)
- Gömör–Tornai-karszt
  - Gömöri-mészfennsík (Slovenský kras)
  - Aggteleki-karszt vagy Észak-Borsodi-karszt
- Rozsnyói-hegység (Volovské vrchy)
  - Dobsinai-hegyek (Dobšinský vrch)
  - Iglói-hegyek (Havranie vrchy)
  - Hégény vagy Gálmusz-hegység (Hnilecké vrchy)
  - Kassai-hegyek (Košické vrchy)

A karsztos területek kivételével mindegyiket sűrű erdő borítja.